# Amt Gallun
Das Amt Gallun war ein kleines königlich-preußisches Schatullamt, das zur Herrschaft Königs Wusterhausen gehörte. 1716 wurde ein Teil des Dorfes Gallun (heute ein Ortsteil der Stadt Mittenwalde, Landkreis Dahme-Spreewald) erworben und nach dem Erwerb des restlichen Anteils wurde 1729 das Amt Gallun gebildet. Das ehemalige Amtsgebiet gehört heute zur Stadt Mittenwalde und zur Stadt Zossen (Landkreis Teltow-Fläming, Brandenburg). Die Ämter der Herrschaft Königs Wusterhausen waren keine gewöhnlichen Domänenämter (Staatsbesitz), sondern Privatbesitz der Hohenzollern-Familie, deren Einnahmen zur Ausstattung der nachgeborenen Prinzen verwendet wurden.

## Geschichte
Das Dorf Gallun gehörte seit dem ausgehenden Mittelalter zur Herrschaft Zossen, bzw. ab 1491 zum Amt Zossen, hatte jedoch innerhalb des Amtes eine Sonderstellung. Es unterstand nämlich nicht direkt dem Amt, sondern war ein Adelssitz der Familie von Glaubitz, die Gallun vom brandenburgischen Kurfürsten zu Lehen hatten. Am 16. Februar 1492 belehnte Kurfürst Johann Cicero die Gebrüder Hans, Georg und Balthasar (Baltzar) von Glaubitz sowie die Brüder Heinrich und Andreas von Glechow mit einem freien Hof in Zossen, einem weiteren freien Hof, den Thumen Wildow innehatte, mit dem ganzen Dorf Gallun mit der Fischerei im Fließ und dem Seechen und zahlreichen weiteren Besitzungen im Amt Zossen. Im Laufe des 16. Jahrhunderts wurde Gallun in zwei Besitzteile aufgeteilt. Ein Drittel des Dorfes mit anteiligem Gericht und Diensten der Bauern und Kossäten verblieb der Familie von Glaubitz, während der andere Teil (zwei Drittel des Dorfes) mit dem Rittersitz und vier Freihufen schon vor 1582 an die v. Enderl(e)in in Miersdorf fiel. Am 15. Oktober 1716 erwarb König Friedrich Wilhelm I. den dritten Teil des Ortes Gallun für 15.000 Taler vom brandenburgischen Kammerpräsidenten Christian Ernst von Münchow, also den ursprünglich Glaubitz’schen Anteil. In dem Kauf enthalten war die Meierei (oder das Vorwerk) Vogelsang, nordwestlich der Stadt Mittenwalde vor dem Berliner Tor gelegen, heute ein Wohnplatz der Stadt Mittenwalde. 1722 tauschte der Kurfürst die restlichen zwei Drittel von Gallun von Ewald von Schlabrendorf, Domherr in Brandenburg gegen das Gut Klein Glienicke ein und vereinigte die beiden Besitzanteile wieder in einer Hand. Bis 1729 gehörte das Vorwerk Gallun zunächst zum Amt Potsdam. Am 17. November 1729 wurde das Dorf Kallinchen vom Amt Zossen abgetrennt und bildete nun zusammen mit Gallun ein eigenes kleines Amt. Das neue Amt wurde der Herrschaft Königs Wusterhausen unterstellt.
1801 umfasste das Amt somit (in der Übersicht):
- Gallun, Dorf und Vorwerk
- Kallinchen, Dorf
- Vogelsang, Vorwerk

Zu Gallun gehörte 1750 das Vorwerk Vogelsang vor dem Berliner Tor der Stadt Mittenwalde (Meierei und Schmiede), eine Schäferei und eine Windmühle. Die Windmühle stand auf dem Mühlenberg bei Mittenwalde. Das Galluner Müllerhaus lag am Fuße des Galgenberges an der Straße von Gallun nach Mittenwalde, etwa 1 km von der Windmühle entfernt. 
Das Amt Gallun wurde ab 1810 zusammen mit dem Amt Königs Wusterhausen von einem Rentbeamten verwaltet und später ganz inkorporiert. Das Vorwerk in Gallun und das Vorwerk Vogelsang wurden in Erbpacht gegeben. Der Rentbeamte in Königs Wusterhausen betrieb nun keine Eigenwirtschaft mehr, sondern zog nur noch die dem Amt zustehenden Abgaben und Pächte ein. 1824 wurde das Amt Gallun noch genannt (Königs Wusterhausen, Machnow, Gallun und Selchow). Ab 1832 ist es dann nicht mehr separat unter dem (Rent-)Amt Königs Wusterhausen aufgeführt.
1810 wurde das Vorwerk Vogelsang für 1000 Taler an den Geheimen Kriegs- und Domänenrat Georg Friedrich von Lamprecht (1759–1820) in Erbpacht verkauft. 1822 wurde es erneut, diesmal für 10.900 Taler in Erbpacht verkauft. Das Gut in Gallun wurde 1810 ebenfalls in Erbpacht verkauft, denn ab 1822 ist Friedrich Schulze als Pächter in Gallun nachgewiesen. Das Amt Königs Wusterhausen wurde 1872/74 aufgelöst.

## Amtleute und Pächter
- 1780/83 Hubert, Amtmann[9]
- 1801 bis Amtmann Johann Friedrich Christian Romanus[10]
- 1834 Amtmann Schulze[11]